# گابریل دلمان
گابریل دلمان (انگلیسی: Gabrielle Daleman؛ زادهٔ ۱۳ ژانویهٔ ۱۹۹۸) اسکیت‌باز نمایشی اهل کانادا است.